# Osachila stimpsonii
Osachila stimpsonii is een krabbensoort uit de familie van de Aethridae. De wetenschappelijke naam van de soort is voor het eerst geldig gepubliceerd in 1883 door Studer.